# Heribert Weber
Pour les articles homonymes, voir Weber.
Heribert Weber (né le 28 juin 1955 à Pöls) est un ancien footballeur autrichien reconverti entraîneur.

## Biographie
Il fait partie des 10 joueurs autrichiens les plus capés de l'histoire avec 68 sélections (1 but). Weber a notamment participé avec l'Autriche aux coupes du monde 1978 et 1982. 
Il a été joueur puis entraîneur du SV Salzburg et du Rapid de Vienne.